# Megachile tenuitarsis
Megachile tenuitarsis là một loài Hymenoptera trong họ Megachilidae. Loài này được Schrottky mô tả khoa học năm 1920.